# Armadura del Cisne
La Armadura del Cisne (白鳥星座のクロス Kigunasu no Kurosu?) es una armadura perteneciente a la serie de manga y anime Saint Seiya. Representa a la constelación Cygnus (también conocida como la Cruz del Norte) y es una de las 48 armaduras de bronce vestidas por los Caballeros de dicho rango en el ejército de la Diosa Atena. Su propósito es brindar protección en combate al caballero que la vista.

## Historia
Esta armadura o Cloth (聖衣（クロス Kurosu?) fue creada en la era mitológica a partir de Orichalcum, Gammanium y Polvo de estrellas (星砂粉（スターダストサンド Sutā Dasuto Sando?, Stardust Sand). Aparece por primera vez en el tomo número 2 de la serie clásica, en donde Hyoga logra obtener el rango de caballero de bronce, al romper el muro de los hielos eternos donde se encontraba la armadura del Cisne. Hace su primera presentación en el Torneo Galáctico organizado por la Fundación Graude, en donde su portador la viste para enfrentarse a Ichi de Hidra.
La armadura de bronce del Cisne resultó dañada varias veces en el transcurso de la serie, esta cambia de forma cada vez que es reparada, adquiriendo mayor poder y resistencia, protegiendo un porcentaje mayor del cuerpo de su portador. La armadura del Cisne evoluciona por primera vez cuando Mu repara las armaduras en la casa de Aries, antes del enfrentamiento con los Caballeros Dorados en la batalla de las doce casas. Luego los Caballeros de Oro voluntariamente reparan las armaduras con su sangre al finalizar dicho enfrentamiento, y finalmente cuando la armadura renace con la sangre de Atena durante la Saga de Hades.

## Atributos
Posee vida propia, al igual que las otras armaduras, y puede regenerarse poco a poco cuando es guardada en la Caja de Pandora, aunque si es dañada gravemente esta puede morir y será necesario que sea reparadas utilizando la sangre de un Caballero.
Aunque este manto sagrado no tiene la dureza del Escudo del Dragón, ni la particularidad de regenerarse desde la cenizas como la armadura del Fénix, esta armadura es considerada especial en comparación con sus pares. 
Esto se debe a que estuvo oculta, fuera de su caja de pandora, en el glaciar de los Hielos Eternos durante miles de años, absorbiendo las propiedades árticas del mismo, endureciendola, haciéndola más fuerte y resistente que una armadura de bronce normal.

## Armadura Negra del Cisne
En el desarrollo de la historia, Hyoga se enfrenta contra uno de los Caballeros Negros liderados por Fénix, particularmente en este combate debe enfrentarse contra su doble, el Cisne Negro, el cual hace su aparición portando una armadura negra del cisne. Esta armadura es igual en apariencia a la armadura del cisne, cambiando solamente el color de esta misma, la cual es totalmente negra a excepción del casco y el cinturón que poseen distintivos color azul y los ojos en el emblema del cisne, que son rojos. A pesar de que esta cloth está hecha con los mismos materiales que su contraparte de bronce (Orichalcum, Gammanium y Polvo de estrellas) carece de vida propia.

## Otras apariciones
La armadura del Cisne ha aparecido en distintas películas, spin-off y videojuegos dentro del universo de Saint Seiya.
- Spin-off: Saint Seiya Episodio G, Saint Seiya Episodio G Assassin, Saint Seiya: The Lost Canvas - Hades Mythology, Saint Seiya Ω.

- Películas: Los Caballeros del Zodiaco y la reencarnación de Ellis, Diosa de la guerra, Los Caballeros del Zodiaco y la gran batalla de los Dioses, Los Caballeros del Zodiaco Contraatacan, Los Caballeros del Zodiaco contra Lucifer, Los Caballeros del Zodiaco: Obertura del Cielo, Saint Seiya: Legend of Sanctuary.

- Videojuegos: Véase el anexo correspondiente